# Liste der Hospize in Kärnten
Die Liste der Hospize in Kärnten ist alphabetisch nach Gemeinde sortiert. Sie umfasst alle stationären Hospize, Palliativstationen und Heime mit Hospizkultur im österreichischen Bundesland Kärnten. Der Kärntner Landesverband von Hospiz und Palliativeinrichtungen ist die Koordinations- und Anlaufstelle für alle Fragen zum Thema Hospiz und Palliative Care in Kärnten.

## Liste
| Name                                              | Gemeinde                | Adresse Geokoordinaten | Träger              | Typ                | Foto                                    |
| ------------------------------------------------- | ----------------------- | ---------------------- | ------------------- | ------------------ | --------------------------------------- |
| Klinikum Klagenfurt                               | Klagenfurt              | Feschnigstraße 11      | Kabeg               | Palliativstation   | Klinikum Klagenfurt                     |
| Krankenhaus der Barmherzigen Brüder St. Veit/Glan | St. Veit                | Spitalgasse 26         | Barmherzige Brüder  | Palliativstation   | Spital Barmherzige Brüder St. Veit Glan |
| Diakonie Hospiz Treffen                           | Treffen am Ossiachersee | Tarmannweg 3           | Diakonie de La Tour | Stationäres Hospiz |                                         |
| Landeskrankenhaus Villach                         | Villach                 | Nikolaigasse 43        | Kabeg               | Palliativstation   | Landeskrankenhaus Villach               |